# Prime World
Prime World (укр. Світ Прайма) — рольова стратегія з елементами MOBA, що розробляється компанією Nival.
Гравець виступає в ролі Лорда, який наймає на службу героїв. У своєму замку Лорд зводить будови, наймає і покращує героїв, виробляє для них «таланти». У бою він керує одним з героїв, б'ючись з іншими гравцями команда на команду або з друзями проти монстрів.

## Платформа
Крім версії для ПК, анонсовані програми для iPad і планшетів на Android, за допомогою яких гравець зможе управляти своїм замком.
Гра розповсюджується за системою «free2play». Весь ігровий контент за винятком чисто візуальних начебто скінів доступний безкоштовно.

## Персонажі
Громовержець (Блискавичний) — базовий герой. Особливість його прийомів полягає в тому, що він може керувати живим потоком електрики. Одягнений у червоно-жовтий костюм (Громовержець), обладунки і синьо-білу накидку (Блискавичний), яка палає вогнем, перший літає на магічному мечі, інший на повітроплані. За легендою, його перший крик пролунав разом з гуркотом грому і удару блискавки.
Єгер (Танцюючий з вовками) — герой, який взаємодіє з вовками. Завжди їздить верхи на вовку. Одягнений у червону пов'язку на стегнах (Танцюючий з вовками), в синій камзол (Єгер), обидва ззаду тримають сагайдак списів. Все життя він провів з вовками, навчив їх майстерності і досяг успіху в цьому (його історія схожа з історією Мауглі). Може викликати до двох вовків одночасно.
Горець (Безсмертний) — дуже живучий герой. Одягнений у червоний (синій) плащ. Маючи певну магію, може воскресати миттєво на місці смерті, завдаючи при цьому невеликої шкоди ворогові. Відновлює свою життєву енергію за допомогою свого меча, який називає «Всевидячою Сталлю».
Чистильник (Ассасин) — майстер з убивств. Одягнений у фіолетово-червоні (Ассасин) або сині (Чистильник) пов'язки. Може стати невидимим і вбити непомітно. За легендою, народився у клані вбивць-найманців і навчився їх майстерності. Одного разу йому наказали вбити свого вчителя. Зробивши це, він пішов з клану і став шукати нових союзників.
Дуелянт (Принц злодіїв) — азартний злодій і вбивця. Одягнений у червоно-білий (Принц злодіїв), синій (Дуелянт) одяг. Прекрасний нальотчик і переслідувач. Один з найшвидших героїв як в бігу, так і в рукопашному бою. Також може добити ворога фінальним пострілом зі своєї зброї.
Кріо (Завірюха) — майстер заморожування і покровителька снігу і льоду. Одягнена в синю сукню, має сиве волосся. Завірюха — майстерний скульптор, роботи якої не цінували за вартістю. І вона подалася битися на Велику війну.
Доктрина — Унікальний доктський герой. Має здібності як для знищення одиночних цілей, так і для створення незручностей для всієї команди ворога різними речовинами. Доктрину з дитинства захоплювала алхімія. Ще будучи маленькою, вона набирала собі «лаборантів» з улюблених ляльок і разом з ними намагалася проводити свої перші досліди по вилученню філософського каменю з підручного сміття.
Демонолог — Унікальний адорнійський герой. Його сила — в його демонах, яких він викликає. Створений для продавлювання лінії і ранніх нальотів на ворога. Раніше був звичайним адорнійскім магом, але сильно захопився демонологією і після відчайдушного експерименту з демоном і Праймом, що коштував йому рук, став героєм.
Художниця — Унікальна адорнійська героїня. Її фарби живі і несуть як руйнування, так і життя. Може зруйнувати ворожу команду, сама воліє бути під прикриттям захисників. Ще не навчившись говорити, майбутня Художниця малювала фантастично красиво, і ніхто вже не сумнівався, що всередині дівчинки розгорається сліпуче полум'я справжнього генія.
Винахідник — Унікальний доктський герой. Майстер високих технологій, він вражає ворога осколковими бомбами і потужним шквалом з кулемета, а якщо потрібно зайняти оборону, то на допомогу собі він будує бойові турелі і лікуючі віта-генератори. Дуже добре тримає оборону, і також добре продавлює лінію. У дванадцять років Винахідник пішов з рідного міста разом з купецьким караваном, подолавши півтисячі кілометрів від Базітура до Нео-ЛАФОРТ. У столиці він насамперед відправився в прайм-технологічний інститут, де без утруднень здав вступні іспити.
Лучниця (Амазонка) — майстер стрільби з лука, її стріли пробивають найважчу броню, а особлива магія дозволяє їй швидко покинути поле бою. Одягнена в синій одяг у доктів або в червоний у адорнійців.
Крім лордів в грі також є Солдати. Солдати допомагають прориватися і захоплювати території.

## Цікаві факти
- У грі з'явився новий персонаж — Обвіняшка, образом котрого стала колишня сумнозвісна прокурор України, а нині прокурор незаконно від'єднаної АРК Поклонська[2][3].